# Arad (keresztnév)
Az Arad régi magyar személynév, az eredete bizonytalan, lehet, hogy az úr szó kicsinyítőképzős változata.

## Gyakorisága
Az 1990-es években szórványosan fordult elő, a 2000-es években nem szerepel a 100 leggyakoribb férfinév között.

## Névnapok
ajánlott névnap:
- március 8.[2]

## Híres Aradok
Arad, Urod, Orod lehetett az Arad város helyén álló várba I. István által az Ajtony vezér fölötti győzelme után kinevezett első ispán neve.